# The Deserter (film, 1912)
The Deserter est un film muet américain réalisé par Thomas H. Ince et sorti en 1912.

## Fiche technique
- Réalisation : Thomas H. Ince
- Scénario : Thomas H. Ince, Richard V. Spencer
- Durée : 20 minutes
- Date de sortie : États-Unis : 15 mars 1912

## Distribution
- Francis Ford : le déserteur
- Ethel Grandin
- Harold Lockwood
- J. Barney Sherry
- Ray Myers
- Winnie Baldwin
- Clifford Smith